# Berenguela Alonso de Molina
Berenguela (o Berenguera) Alfonso de Molina (? - 17 de juliol de 1272, Narbona, enterrada al Convent de Sant Francesc de Narbona) era filla de Teresa Pires de Bragança i l'infant Alfons de Molina i, per tant, neta d'Alfons IX de Lleó i cosina germana del rei castellà Alfons X el Savi. Fou l'amistançada de Jaume I, legalment casat amb la navarresa Teresa Gil de Vidaure. Jaume I intentà que el papa, Climent IV, anul·lés el matrimoni adduint que patia lepra, però el papa no va donar l'anul·lació (1265), ja que qualificava el possible matrimoni entre Berenguera i Jaume d'incestuós, per la relació de parentiu. Berenguera Alfonso de Molina va nomenar hereu dels béns que posseïa al regne de Galícia a Jaume I.